# Ranunculus saichinensis
Ranunculus saichinensis är en ranunkelväxtart som först beskrevs av Klinkova, och fick sitt nu gällande namn av Luferov. Ranunculus saichinensis ingår i släktet ranunkler, och familjen ranunkelväxter. Inga underarter finns listade i Catalogue of Life.